# 大安運動中心
大安運動中心是台北市第11座市民運動中心。2010年4月2日試營運，原預訂2010年3月正式啟用，後延至4月10日正式營運，原承包經營單位是中國青年救國團。自2023年4月1日起已由長佳機電工程公司取得經營權。 2023年9月19日至25日試營運，2023年9月27日起重新正式營運。

## 運動設施
| 樓層 | 樓層用途                                                     |
| ---- | ------------------------------------------------------------ |
| 4樓  | 多功能戶外運動場、壁球室                                     |
| 3樓  | 肌力體能教室、體適能中心、綜合球場(籃、羽球)、撞球場、攀岩場 |
| 2樓  | 韻律教室、多功能教室、社區教室、技擊教室、飛輪教室、桌球場   |
| 1樓  | 服務台、游泳池、棋藝閱覽室、兒童遊戲室、哺集乳室             |
| B2   | 停車場                                                       |

## 鄰近周邊
- 台灣大學
- 台北教育大學
- 和平高中
- 和平實小

## 外部連結
- 大安運動中心 - 臺北市政府體育局 （页面存档备份，存于）
- 臺北市大安運動中心 （页面存档备份，存于）
- 大安運動中心的Facebook專頁